# Puy Chavaroche
De Puy Chavaroche is een van de hoogste bergen in het Cantalgebergte in het Centraal Massief. De top bevindt zich op een hoogte van 1739 meter in het departement Cantal. De berg heeft een vulkanische oorsprong.